# 信号場

岩木信号場。列車交換のためのもの（類型2）。駅施設が無く、部分的に線路が複線になっている。

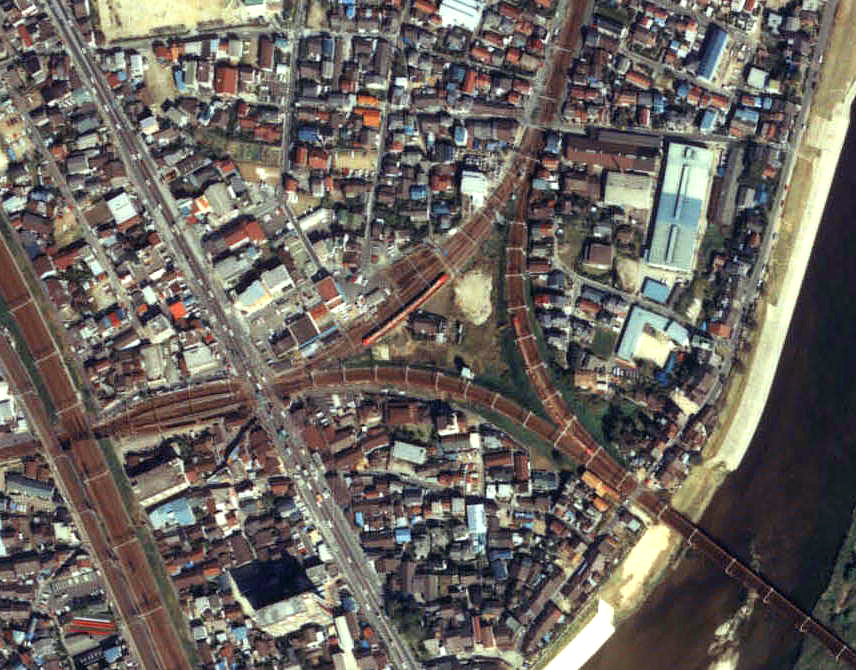
枇杷島分岐点付近の航空写真。

信号場（しんごうじょう）とは、鉄道路線において分岐器（ポイント）や信号設備が設けられていて、運転扱いは行われるが、旅客や貨物取扱を行わない停車場である。事業者によっては、信号所（しんごうしょ・しんごうじょ）やその他の名称が付されていることもあるが、日本の法規上の正式名称は信号場である。英語ではsignal interlockingと呼ぶ。
乗降を扱う駅では無く信号場として設置される理由としては、隣駅に近過ぎること、利用客が見込めないこと、用地が不足すること、またはその他の運転上の理由があることなどがある。
信号場では、停車場として構内には分岐器（ポイント）や信号設備が設けられて運転扱いが行われるが、原則として旅客の乗降を取扱わない。日本では「鉄道に関する技術上の基準を定める省令」第2条第8号で、「専ら列車の行き違い又は待ち合わせを行うために使用される場所をいう。」と規定している。

## 類型
信号場が設置される類型としては、主に次のものがあげられるが、複数の類型が複合しているもの、スイッチバック構造となっているものも存在する。
1. 線路の分岐点に設けられるもの。
2. 単線区間において、列車交換のために設けられるもの。列車追抜き機能を持つ場合もある。
3. 単線区間と複線区間、及び複線区間と複々線区間（三線区間等を含む）の接点に設けられるもの。
4. 複線区間において、列車追抜きのために設けられるもの。
5. 単線区間であり単線自動閉塞方式以外の閉塞方式の場合において、閉塞境界を造るために設けられるもの。
6. 複線区間において信号場内のみ単線になっているもの。
7. 列車留置並びに列車折返しのため。
8. その他

## 各国の信号所

### 日本
国鉄においては、貨物扱いのある信号場（赤穂線西浜信号場など）や、「仮乗降場」（実際は営業キロを設定しない臨時駅扱い）を兼ねることで旅客の乗降を扱った信号場も存在した。その多くは、1987年4月1日のJR発足とともに駅に格上げされた。
最初から信号場として設置されてそのまま存続している場所のほか、旅客扱いを開始して信号場から駅に変更されるもの、逆に旅客・貨物扱いを廃止して駅から信号場に変更される例も存在する。前者は和歌山線五位堂信号場（→JR五位堂駅）や東京メトロ東西線下妙典信号所（→妙典駅）などで、この場合は沿線宅地化による地元からの要望によるものが多い。また、後者は石勝線楓駅（→楓信号場）や東海道本線貨物線（梅田貨物線）梅田駅（→梅田信号場。ただし後に大阪駅として駅に復帰）等で、この場合は過疎化進行により、利用者がほぼ皆無となったことや国鉄末期の貨物縮小（操車場の格下げなど）によるものが多い。

### 台湾
- 大肚渓南信号場：海線・山線 彰化-追分・成功間（類型1）
- 談文南信号場：海線 大山-談文間（類型3）
- 中央信号場：南迴線 枋山-大武間（類型3）
- 枋野信号場：南迴線 枋山-大武間（類型2）
- 古莊信号場：南迴線 枋山-大武間（類型3）

### タイ国有鉄道
- 北本線 (タイ国有鉄道)
  - 国鉄本庁前信号所（類型8：その他）

クルンテープ駅構内と本線区間の境界として、同駅の第二出発信号機のある位置に、下り線にのみ設けられている。あくまでクルンテープ駅構内の一部に当たり、厳密には「信号所」と分類出来る存在である。北本線（正式にはクルンテープ = チェンマイ線）のクルンテープ - ピッサヌローク間は単線ないし3線並列方式によるCTCであるのに対し、クルンテープ駅構内の信号扱いは手動のため、信号方式境界として設けられている。クルンテープ駅を発車した下り列車は、この位置でCTC区間に乗入れるための交信を行う。（列車によっては停止する）
上り列車に対しては通常通りに場内信号を設けている。
タイ国鉄では「駅」の定義が日本とは異なっており、旅客営業を行わない交換可能箇所や分岐点も登記上は駅としての扱いを受けるため、公式には信号場は存在しない。